# Bandera dels Estats Confederats d'Amèrica

La «bandera confederada» és un símbol popular al sud dels Estats Units, però no va ser mai la bandera dels Estats Confederats d'Amèrica, sinó que és una mescla de la bandera de guerra i l'ensenya naval

La Bandera dels Estats Confederats d'Amèrica durant la seva existència va ser modificada en diverses ocasions de 1861 a 1865. Després de la Guerra de Secessió aquestes banderes foren prohibides durant tot el període de reconstrucció, però l'ús personal i oficial d'aquestes banderes basades en la Confederació és perseguida, no sense aixecar controvèrsies. Les banderes actuals de Mississipi i Geòrgia són inspirades en les banderes confederades i la bandera d'Arkansas i la bandera d'Alabama en recorden diversos motius.

## Banderes

Stars and Bars de set estrelles (març-maig 1861)
Stars and Bars de nou estrelles (maig-juliol 1861)
Stars and Bars d'onze estrelles (juliol-novembre 1861)
Stars and Bars de tretze estrelles (novembre 1861-1863)
La Stainless Banner (1863-1865)
La Blood-Stained Banner (1865)